# Тшицёнж (гмина)
Тшицёнж (пол. Trzyciąż) — сельская гмина (волость) в Польше, входит как административная единица в Олькушский повет, Малопольское воеводство. Население — 7156 человек (на 2004 год).

## Демография
| Перепись                       | Всего   | Всего | Женщины | Женщины | Мужчины | Мужчины |
| ------------------------------ | ------- | ----- | ------- | ------- | ------- | ------- |
| Единицы                        | человек | %     | человек | %       | человек | %       |
| Население                      | 7156    | 100   | 3522    | 49,2    | 3634    | 50,8    |
| Плотность населения (чел./км²) | 74,1    | 74,1  | 36,5    | 36,5    | 37,6    | 37,6    |

## Сельские округа
1. Глянув
2. Имбрамовице
3. Янгрот
4. Малышице
5. Михалувка
6. Милёнки
7. Подхыбе
8. Поромбка
9. Суха
10. Сцибожице
11. Тарнава
12. Тшицёнж
13. Задроже
14. Загурова

## Соседние гмины

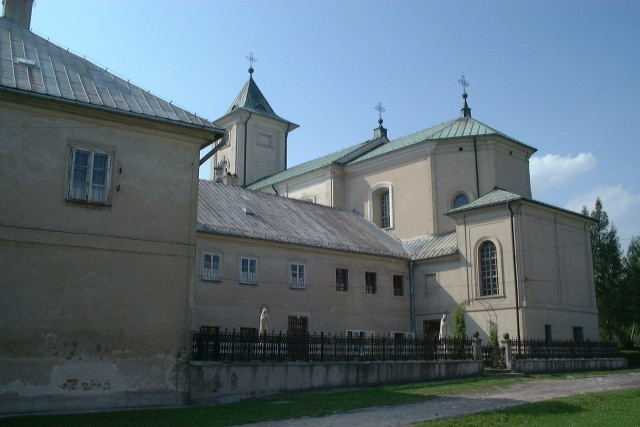
Гмина Тшицёнж

1. Гмина Голча
2. Гмина Олькуш
3. Гмина Скала
4. Гмина Сулошова
5. Гмина Вольбром